# Taylor Mac
Taylor Mac Bowyer (Laguna Beach, 24 agosto 1973) è un artista, commediografo, regista teatrale, musicista, produttore teatrale e drag queen statunitense.

## Biografia
Figlio di Joy Aldrich e del veterano della guerra del Vitnam Robert Mac Bowyer, Taylor Mac si trasferì a New York nel 1994 per studiare all'Accademia americana di arti drammatiche. Dopo il diploma cominciò a lavorare nell'Off Broadway e nell'Off off Broadway come attore e drammaturgo, scrivendo le commedie The Hot Month (1999), The Levee (2000) e The Face of Liberalism (2003). Il teatro di Mac è stato influenzato dalla commedia dell'arte, dal musical statunitense e dal Teatro del Ridicolo; le sue opere teatrali sono andate in scena in sedi prestigiose come il Lincoln Center, la Sydney Opera House, il Festival dei Due Mondi e a Broadway.
Nel 2013 recitò nell'Off Broadway in un acclamato allestimento de L'anima buona di Sezuan di Bertolt Brecht; la sua interpretazione nel ruolo di Shen Tei gli valse il plauso della critica e una candidatura al Drama League Award alla migliore performance. L'anno precedente aveva già ricevuto grandi apprezzamenti per la sua apparizione nel ruolo di Puck in un revival di Sogno di una notte di mezz'estate in scena nell'Off Broadway con Christina Ricci e Bebe Neuwirth. Nel 2016 è andata in scena la sua opera A 24-Decade History of Popular Music, una performance della durata di 24 ore in cui Mac ripercorreva duecentoquarant'anni di musica statunitense dal 1776 al 2016. Nell'opera, Mac dedicava un'ora ad ognuno dei ventiquattro decenni dagli anni 1770 agli anni 2010, cantando 246 canzoni nell'arco di un'intera giornata. A 24-Decade History of Popular Music fu candidato al Premio Pulitzer per la drammaturgia nel 2017.
Oltre alla nomination al Pulitzer, Mac ha ricevuto anche la Guggenheim Fellowship e la MacArthur Fellowship. Nel 2019 debutta a Broadway con la sua commedia farsesca Gary, un sequel ideologico di Tito Andronico con Nathan Lane, Julie White e Kristine Nielsen; la pièce viene candidata al Tony Award alla migliore opera teatrale.
Nel 2020 è stato insignito del Premio Internazionale Ibsen.
Taylor Mac si dichiara di genere non-binario e usa "judy" come un pronome per riferirsi a se stesso.